# 산조번
산조 번(일본어: 三条藩 산조한[*])은 일본 에도 시대 전기 에치고국 내에 있던 번으로, 지금의 니가타현 산조시 모토마치(元町)에 위치했다. 번청은 산조 성이다.

## 역대 번주
호리 가문
1. 호리 나오마사(堀直政) 재위 1598년 ~ 1608년
2. 호리 나오키요(堀直清) 재위 1608년 ~ 1610년

노미 마쓰다이라 가문
- 마쓰다이라 시게카쓰(松平重勝) 재위 1612년 ~ 1616년

이치하시 가문
1. 이치하시 나가카쓰(市橋長勝) 재위 1616년 ~ 1620년
2. 이치하시 나가마사(市橋長政) 재위 1620년

이나가키 가문
- 이나가키 시게쓰나(稲垣重綱) 재위 1620년 ~ 1651년